# Федеральный закон «О защите детей от информации, причиняющей вред их здоровью и развитию»
Федеральный закон Российской Федерации от 29 декабря 2010 г. N 436-ФЗ «О защите детей от информации, причиняющей вред их здоровью и развитию» — нормативный акт, предусматривающий отнесение информационной продукции к одной из пяти категорий, и запрещающий её распространение среди детей в зависимости от их возраста.

## Изменения
- Федеральный закон № 139-ФЗ 2012 года
- Федеральный закон № 50-ФЗ 2013 года
- Федеральный закон № 135-ФЗ 2013 года
- Федеральный закон № 185-ФЗ 2013 года
- Федеральный закон № 307-ФЗ 2014 года
- Федеральный закон № 179-ФЗ 2015 года
- Федеральный закон № 87-ФЗ 2017 года
- Федеральный закон № 242-ФЗ 2018 года
- Федеральный закон № 472-ФЗ 2018 года
- Федеральный закон № 93-ФЗ 2019 года
- Федеральный закон № 303-ФЗ 2020 года

## Знак информационной продукции
Закон запрещает распространение информации категорий кроме «0+» без знака информационной продукции за некоторыми исключениями (ст. 11).

### В Интернете
В версии, принятой в 2010 году, не было исключений для каких-либо веб-сайтов По сообщению от 1 июня, предполагалось, что знак будет размещаться в верхней части стартовой страницы сайта.
Федеральным законом № 139-ФЗ были добавлены исключения для «информации, распространяемой посредством информационно-телекоммуникационных сетей, в том числе сети „Интернет“, кроме сетевых изданий», и для комментариев и сообщений, размещаемых на сайте сетевого издания его читателями.

## Знаки информационной продукции (возрастные маркировки)
Конституцией Российской Федерации установлено 5 категорий информационной продукции:
«0+» — данная информационная продукция рекомендована для просмотра лицам всех возрастов.
«6+» — данная информационная продукция не рекомендована для просмотра лицам младше шести лет.
«12+» — данная информационная продукция не рекомендована для просмотра лицам младше двенадцати лет.
«16+» — данная информационная продукция не рекомендована для просмотра лицам младше шестнадцати лет.
«18+» — данная информационная продукция не рекомендована для просмотра лицам моложе восемнадцати лет.
Среди необязательных, но нужных маркировок по возрастным ограничениям:
«14+» - данная информационная продукция не рекомендована для просмотра лицам младше четырнадцати лет.
«21+» - данная информационная продукция не рекомендована для просмотра лицам младше двадцати одного года.
«РР» - данная информационная продукция рекомендована для просмотра детям с разрешения родителей.

## Критика
Закон критиковался за использование без определения понятия «семейные ценности» (ст. 5), а также различение без определений «половых отношений» и «действий сексуального характера» (последние в нём — подмножество или часть первых; ст. 5, 9, 10).
Высказывались опасения о возможном ограничении распространения среди детей таких произведений, много лет считавшихся подходящими для детей, как «Колобок» и «Ну, погоди!», а также детских страшилок, хотя некоторые из них могут попадать под исключение (в ст. 1) для «информационной продукции, имеющей значительную историческую, художественную или иную культурную ценность для общества», а в присутствии законных представителей детей старше 6 лет допускается оборот среди них информации категории «12+» (ст. 11).
Действие закона не распространяется на рекламу и новостные (информационные) программы, не связанные с другой «вредной» информационной продукцией (ст. 1). Однако, новостные (информационные) программы нужно маркировать по возрасту.

## Похожие законы в других странах
В Белоруссии с 1 июля 2017 года вступили в силу поправки в два закона, которые запрещают (кроме некоторых случаев) распространение на территории этой страны информационной продукции без специальных возрастных знаков. Возрастные категории такие же, как и в России: 0+, 6+, 12+, 14+ (необязательно), 16+,  18+, 21+ и РР (оба - тоже необязательны).